# Böge Lindner K2 Architekten
Böge Lindner K2 Architekten ist ein deutsches Architekturbüro mit Sitz in Hamburg.

## Geschichte
Im Jahre 1980 gründeten die Architekten Jürgen Böge, Jörg Friedrich und Ingeborg Lindner-Böge das Büro Böge Friedrich Lindner Architekten. Seit dem Ausscheiden von Jörg Friedrich firmierte das Büro unter dem Namen Böge Lindner Architekten.
Das Büro besitzt ein umfangreiches Portfolio in den Bereichen Wohnungs-, Verwaltungs-, Schul- und Universitätsbau, Feuerwehrzentren und Bauen im Bestand.
Seit Januar 2011 firmiert das Architektenbüro als Böge Lindner K2 Architekten, nachdem die Architekten Lutz-Matthias Keßling und Detlev Kozian in die Partnerschaft eingetreten waren.

## Bauten (Auswahl)
Böge Lindner Architekten haben zahlreiche Gebäude der Jacobs University Bremen errichtet.

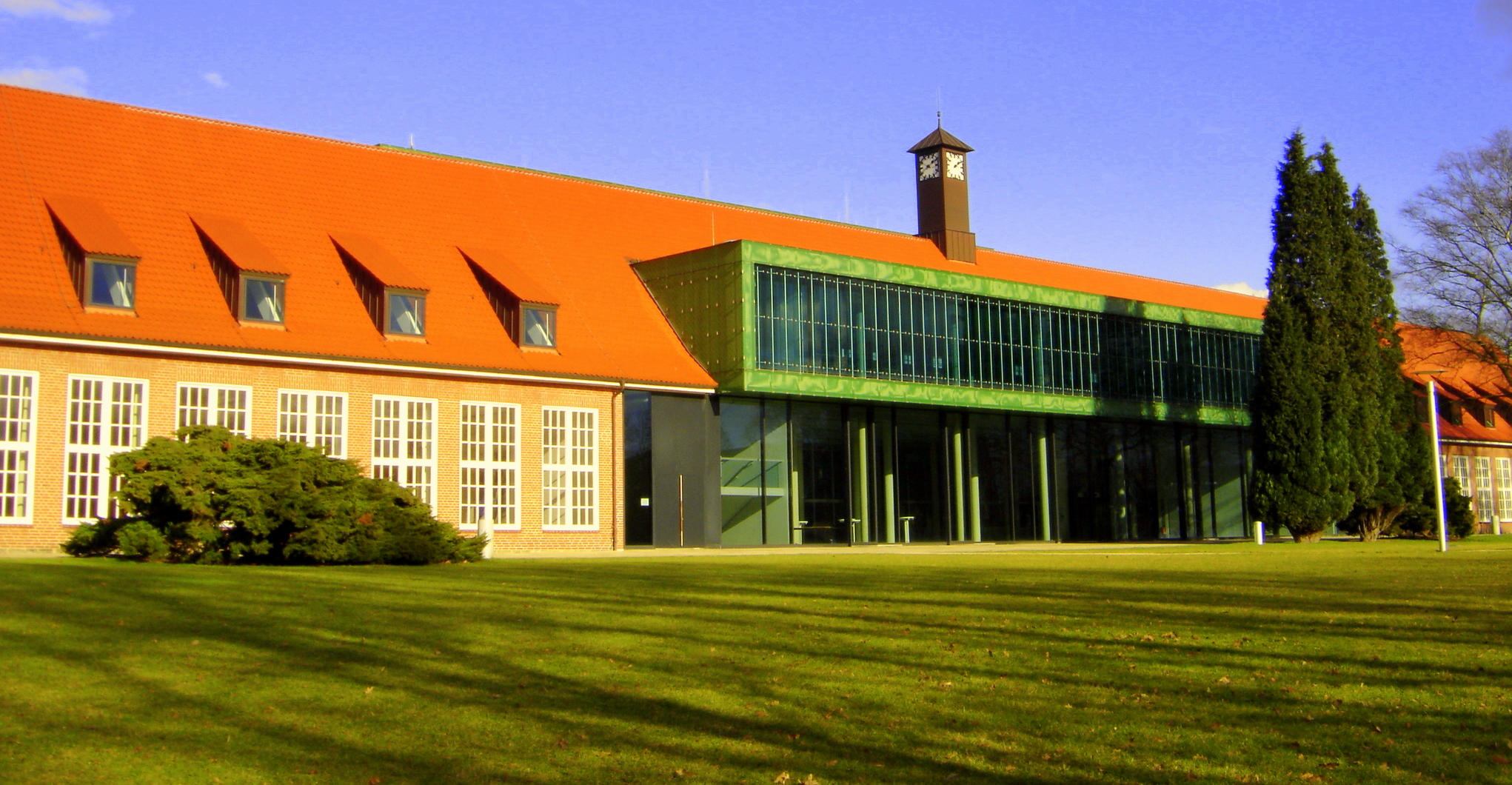
Campus der Jacobs University Bremen

- 1987 Moses-Mendelssohn-Oberschule Berlin
- 1987 Gustav-Heinemann-Justizakademie Recklinghausen
- 1990 Bürohaus der DG Bank Hannover
- 1995 Wohn-u. Bürohaus der IG BAU Bremen
- 1996 Haus der Baugewerkschaft Frankfurt
- 1996 Gymnasium Crivitz Crivitz
- 1998 Kindertagesstätte Kronsberg Hannover
- 1998 Umbau der DG Bank, Hamburg
- 2003 Brandschutz-, Katastrophenschutz- und Rettungsdienst - Zentrum  Frankfurt am Main
- 2005 Zentrale Feuer- und Rettungswache Gelsenkirchen
- 2006 Casino Esplanade, Umbau Hamburg
- 2008 Sendezentrum Radio Bremen von Radio Bremen
- 2008 Universität Potsdam: Institut für Physik u. Astronomie Potsdam
- 2009 ElbElysium am Kaiserkai Hamburg

## Auszeichnungen (Auswahl)
- 1991 Deutscher Naturstein-Preis: Lobende Erwähnung für das Bürohaus der DG Bank Hannover
- 1998 Deutscher Architekturpreis Vormauerziegel und Klinker für das Gymnasium Crivitz[1]
- 2002  Gestaltungspreis der Wüstenrot Stiftung: Anerkennung für die Erweiterung der Gesamtschule Hamburg-Wilhelmsburg
- 2003  Deutscher Holzbaupreis: Lobende Erwähnung für die Kindertagesstätte Kronsberg I Hannover
- 2004  Deutscher Städtebaupreis: Anerkennung für Jacobs University Bremen[2]

## Veröffentlichungen (Auswahl)
- 2004 Campus Center, Jacobs University, Bremen / Bauwelt 25/2004
- 2004 VP-Bank Triesen, Fürstentum Liechtenstein / Architektur Jahrbuch Hamburg 2004 / Junius Verlag
- 2005 Wohn- und Bürohaus Ocean’s End, Hamburg / Architektur Jahrbuch Hamburg 2005 / Junius Verlag
- 2005 VP-Bank Triesen, Fürstentum Liechtenstein / Schweizer Energiefachbuch  2005
- 2006 Zentrale Feuer- und Rettungswache Gelsenkirchen / AIT 05/2006
- 2006 Jacobs University, Bremen / Baumeister 03/2006
- 2007 Zentrale Feuer- und Rettungswache Gelsenkirchen / Architecture Now 5 / Taschen Verlag
- 2007 Casino Esplanade / IW Interior World 59/2007  / Korea
- 2007 Casino Esplanade / md – moebel interior design 07/2008
- 2008 Institut für Physik u. Astronomie in  Golm, Universität Potsdam / Architektur Jahrbuch Hamburg 2008 / Junius Verlag
- 2009 Institut für Physik u. Astronomie in  Golm, Universität Potsdam MODULOR 07 / 2009 / Boll Verlag AG, Schweiz
- 2009 Radio Bremen / Architektur Jahrbuch Hamburg 2009  / Junius Verlag
- 2009 Wohnungsbau am Billebad / Architektur Jahrbuch Hamburg 2009 / Junius Verlag
- 2010 College Nordmetall, Jacobs University, Bremen  / Architektur Jahrbuch Hamburg 2010 / Junius Verlag
- 2010 Artemide – Fünfzig Jahre / Hrsg. Artemide GmbH / Jovis Verlag